# Uničov
Uničov (in tedesco Mährisch Neustadt) è una città della Repubblica Ceca facente parte del distretto di Olomouc, nella regione di Olomouc.